# Paguristes sulcatus
Paguristes sulcatus is een tienpotigensoort uit de familie van de Diogenidae. De wetenschappelijke naam van de soort is voor het eerst geldig gepubliceerd in 1905 door Baker.